# Clitocybe clavipes
Clitocybe clavipes (Christian Hendrik Persoon, 1801 ex Paul Kummer, 1871) sin. Ampulloclitocybe clavipes (Christian Hendrik Persoon, 1801 ex Scott Alan Redhead și colaboratori, 2002), din încrengătura Basidiomycota în familia Tricholomataceae și de genul Clitocybe. este o specie saprofită de ciuperci comestibile, dar consumată împreună cu alcool otrăvitoare, denumită în popor pironul zânelor. Acest soi destul de comun se poate găsi în România, Basarabia și Bucovina de Nord preponderent în păduri de conifere sub larici și molizi, mai rar în cele de foioase, pe lângă tufișuri de mur, crescând în grupuri pe sol acru. Apare de la câmpie  la munte, din iunie până în octombrie (noiembrie).
Epitetul se trage din cuvântul latin (latină clava=măciucă), nume cauzat de forma piciorului.

## Istoric

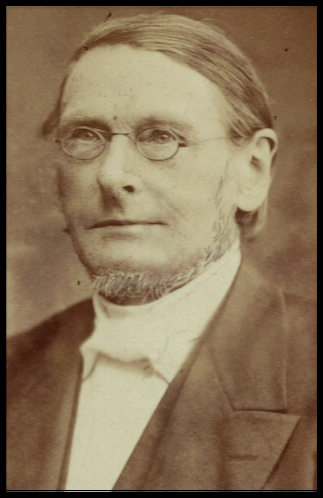
Paul Kummer

Primul care a descris specia, sub denumirea Agaricus clavipes, a fost marele micolog sudafrican-olandez Christian Hendrik Persoon, în volumul 2 al lucrării sale Synopsis methodica Fungorum din 1801. A fost apoi transferată la  genul Clitocybe sub păstrarea epitetului de micologul german Paul Kummer în cartea sa din 1871, anume Der Führer in die Pilzkunde: Anleitung zum methodischen, leichten und sicheren Bestimmen der in Deutschland vorkommenden Pilze mit Ausnahme der Schimmel- und allzu winzigen Schleim- und Kern-Pilzchen.
Numele binomial corect este discutat în prezent (2019) foarte controversat, ca și pentru multe alte soiuri. Astfel comitetul de nomenclatură anglo-american Index Fungorum susține Ampulloclitocybe clavipes ca taxon nou. Acesta a fost creat de către micologul canadian Scott Alan Redhead (împreună cu colaboratorii lui, cu toții membri ai Index Fungorum) în 2002. Dar comitetul de nomenclatură mai prestigios, Mycobank, rămâne la numele binomial Clitocybe, acceptând denumirea lui Redhead doar sinonim. Mai departe, toate cărțile micologice cu renume listează specia sub genul Clitocybe. 
Diversele celelalte încercări de redenumire, nu sunt folosite și pot fi neglijate.

## Descriere

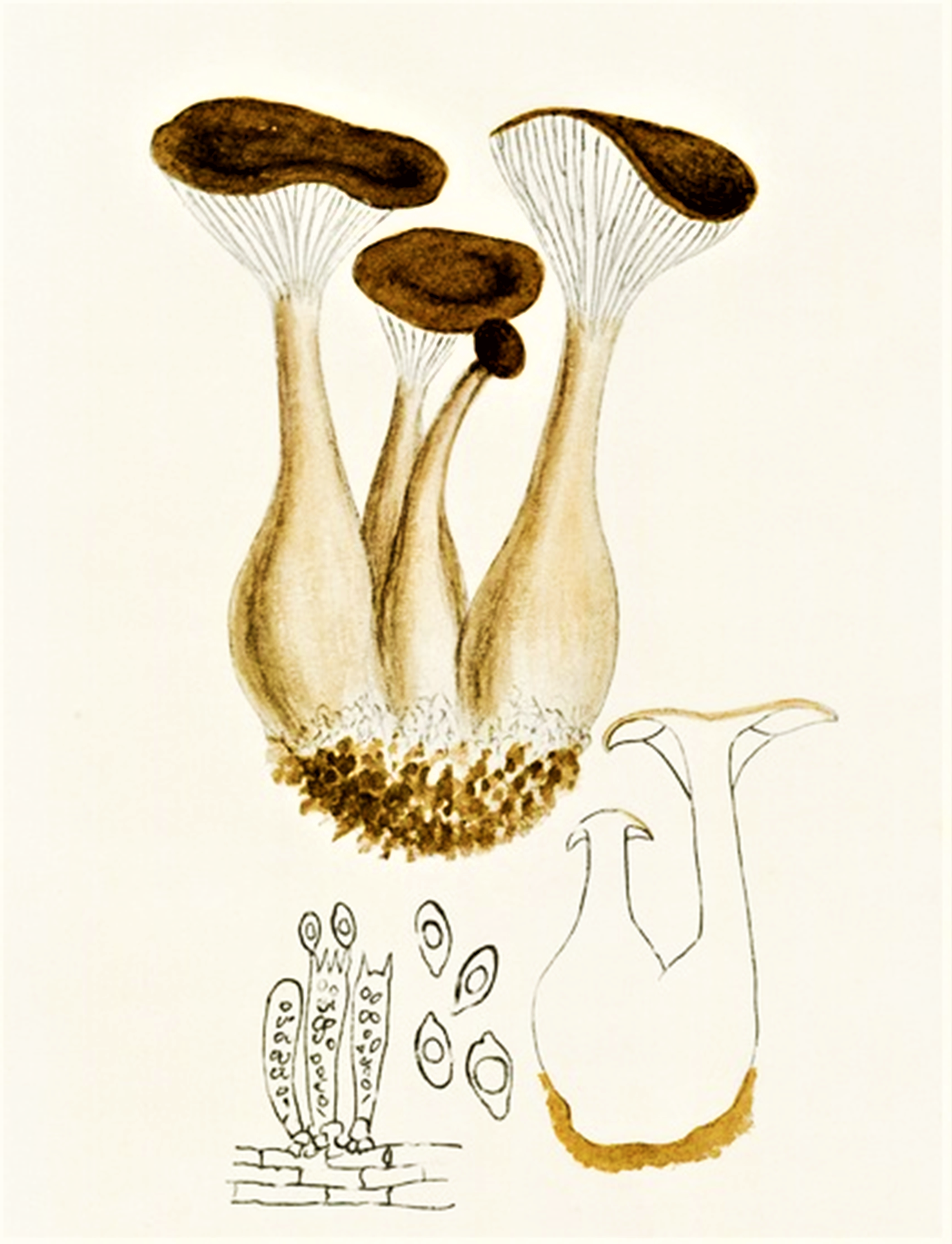
Bres.: Clitocybe clavipes

- Aspectul: este divers. Ori apar bureți cu culoarea de bază gri-albicioasă, ori galben-maronie. Cauza încă nu este cunoscută.
- Pălăria: are o mărime de 3-9 (12) cm, este destul de cărnoasă și moale, inițial convexă cu marginea răsfrântă în jos, devenind apoi din ce în ce mai plată, amintind de un piron și în sfârșit, în cele mai multe cazuri, turtit adâncită în mijloc, ocazional cu un gurgui mic și neascuțit. La bătrânețe, suprafața este adeseori ondulată, dar niciodată cu rupturi. Cuticula netedă, mată și uscată (la umezeală lucioasă) este de un colorit variabil care poate fi gri-brun, ocru-brun, bej până brun, centrul fiind mereu mai închis și marginea mai deschisă.
- Lamelele: sunt dese, destul de groase, lung decurente la picior, parțial bifurcate de la trunchi în sus, cu lameluțe intercalate, în tinerețe albe, apoi albicioase până palid gălbuie, la bătrânețe de un alb sau galben murdar.
- Piciorul: în formă de măciucă și tare umflat spre bază (până peste 3 cm) și adesea mai lung decât pălăria, are o înălțime de  4–10 cm și o lățime (fără partea umflată) de 1-1,5 cm, fiind neted, rezistent, spongios, longitudinal fibros și plin, în vârstă împăiat pe dinăuntru, prezentând nu rar un fetru micelian gros și alb la bază. Coloritul este spre pălărie albicios până gălbui, spre bază din ce în ce mai brun, dar câteodată, piciorul este complet alb-maroniu. Tija nu are inel.
- Carnea: albicioasă până slab maronie este consistentă, dar ușor spongioasă și apoasă. Mirosul este plăcut ca de ciuperci precum slab fructuos, gustul fiind asemănător și dulcișor.[3][4]
- Caracteristici microscopice: are spori mici, netezi, elipsoidali până slab fusiformi, hialini (translucizi), neamiloizi (nu se decolorează cu reactivi de iod), cu o picătură de ulei în centru și au o mărime de 6-8 x 3,5-4,5 microni, pulberea lor fiind albă. Basidiile în formă de măciucă cu 4 sterigme fiecare măsoară 30-35 x 5-7 microni.[10]
- Reacții chimice: Cuticula și lamelele se decolorează cu hidroxid de potasiu brun și carnea cu tinctură de Guaiacum încet verde-albăstrui.[11]

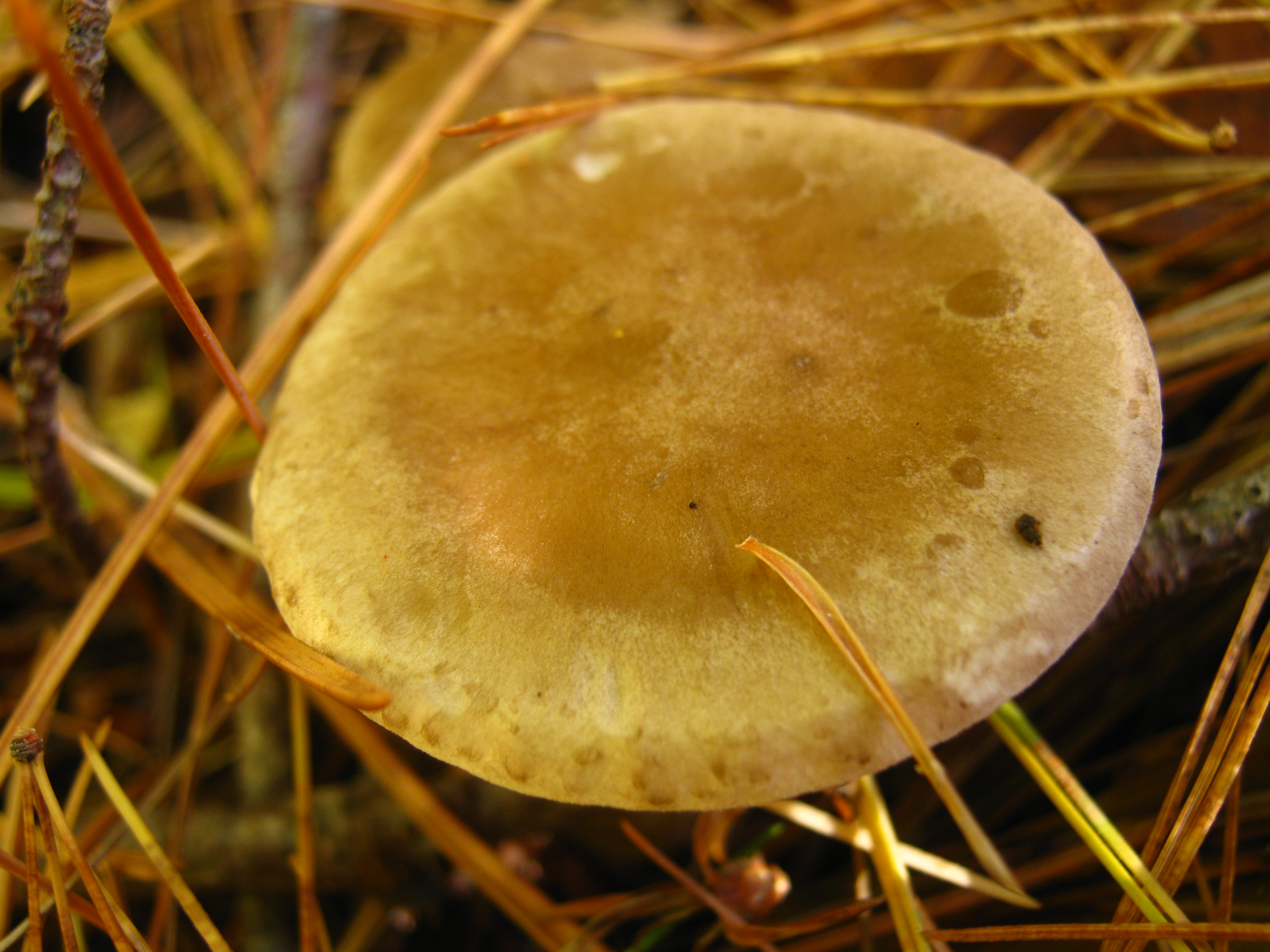
C. clavipes, pălărie
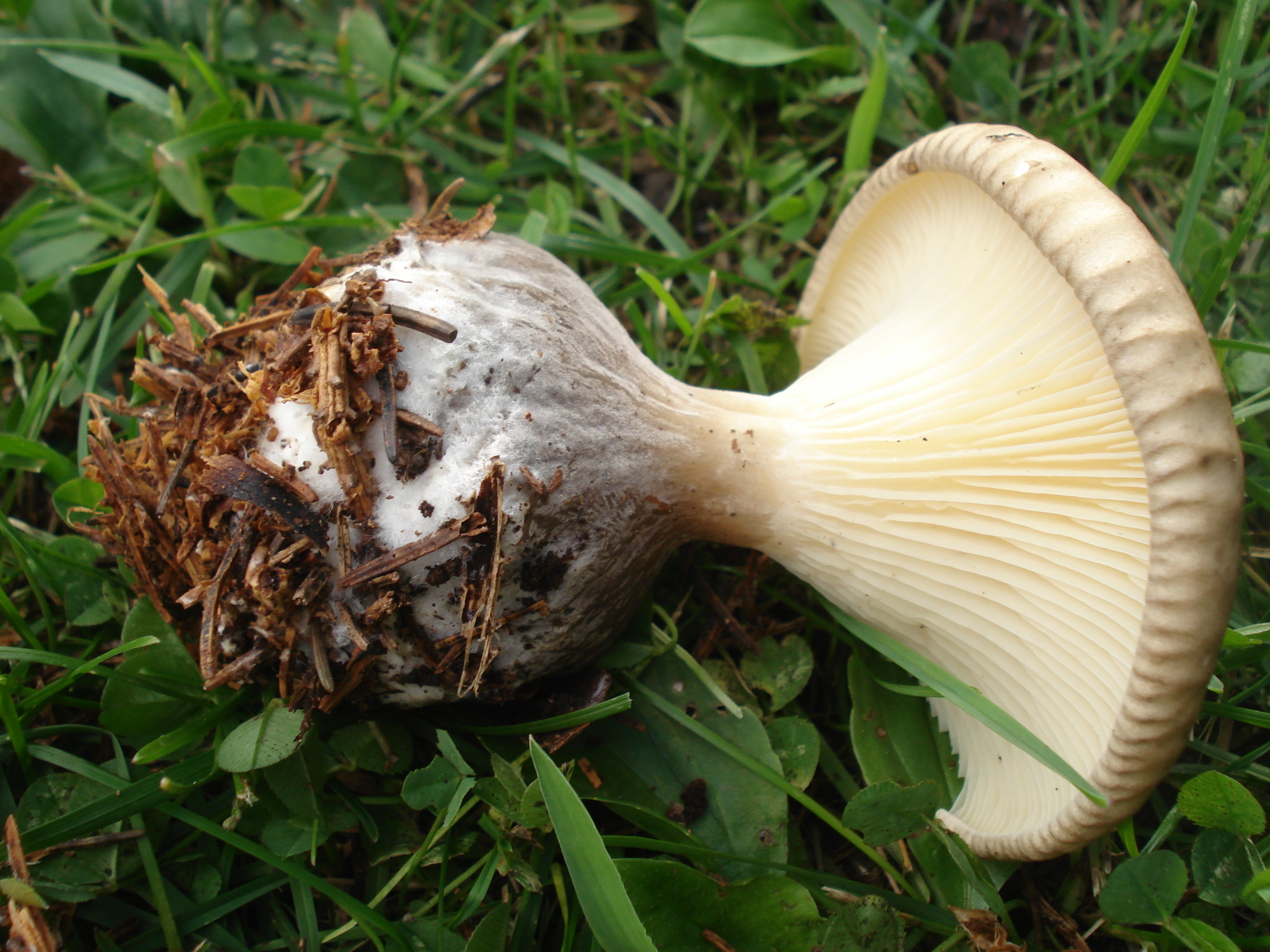
C.clavipes mai tânără: lamele și picior
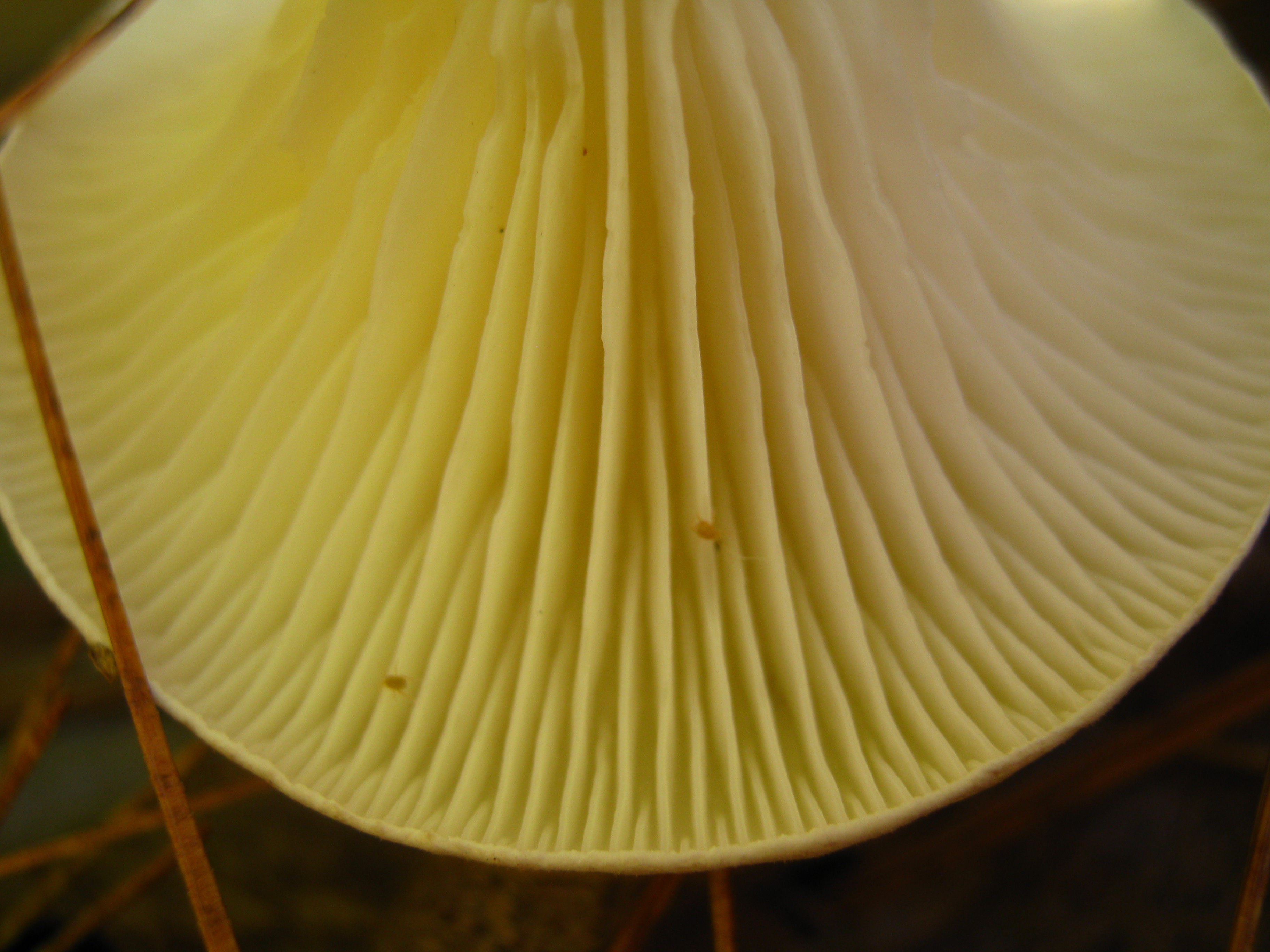
C. clavipes, lamele din apropiere
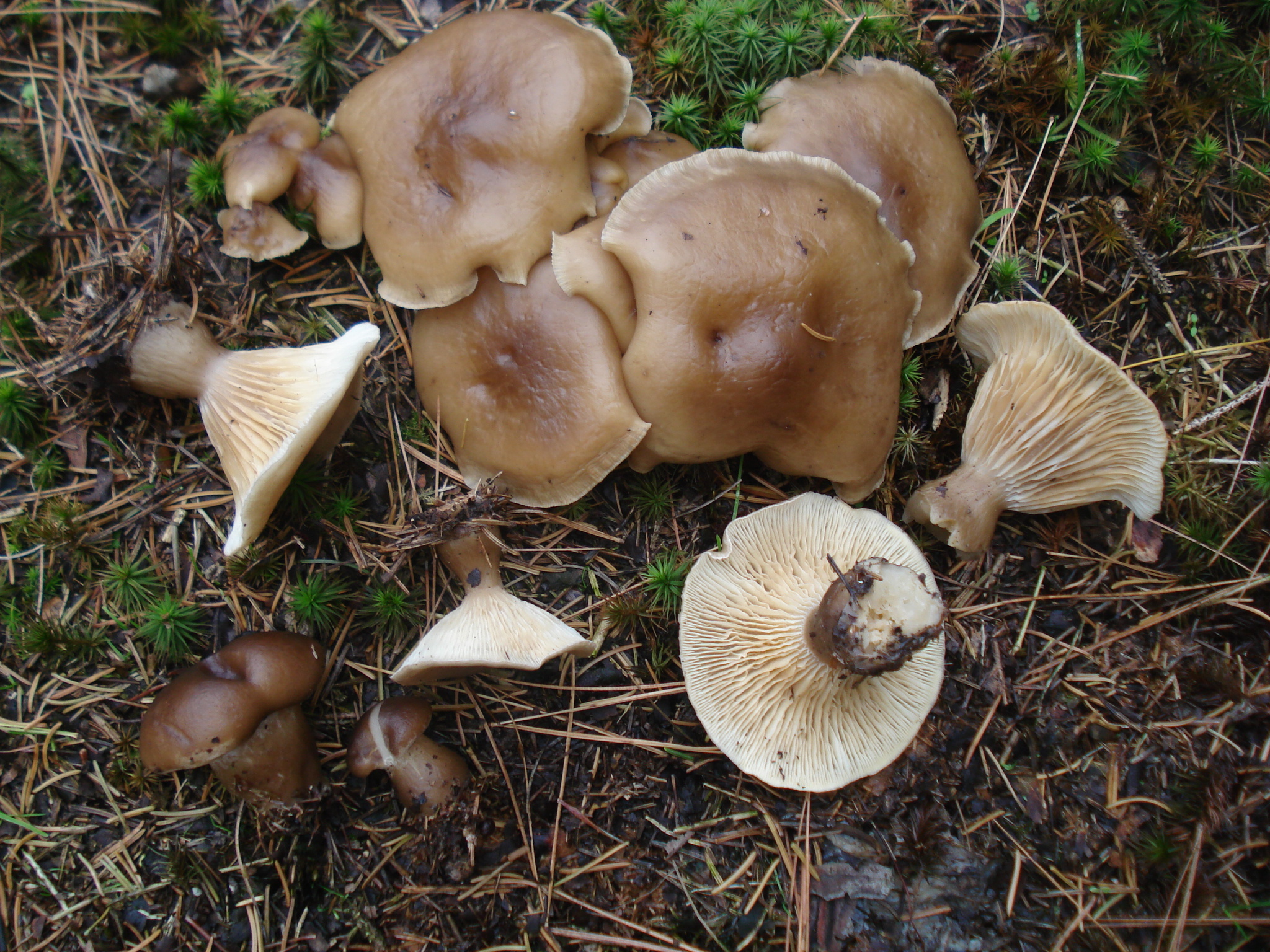
C clavipes  bătrâne
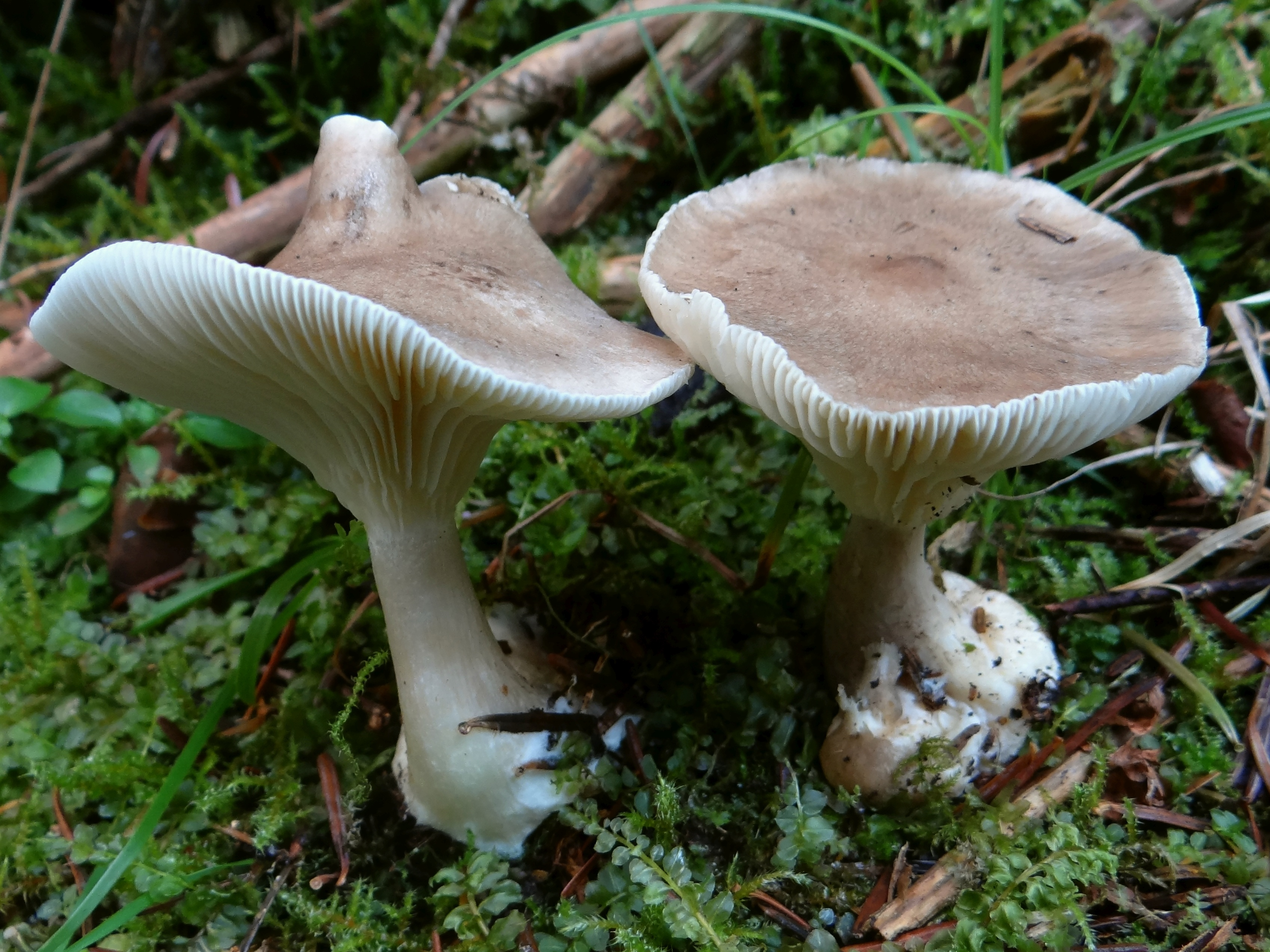
C. clavipes, formă gri-albicioasă

## Confuzii
Pironul zânelor  poate fi confundat cu mai multe alte soiuri comestibile până letale, de exemplu cu: Calocybe gambosa (comestibil, mai puternic, miros de făină),  Clitocybe amoenolens – fără imagine (letal, cuticula de colorit mai brun-roz, lamelele foarte asemănătoare, miros puternic de iasomie, pere coapte sau viorele, nu de migdale), Clitocybe geotropa (comestibil, mai mare, miroase asemănător), Clitocybe gibba sin. Infundibulicybe gibba (comestibil), Clitocybe odora (comestibil, miros de anason), Clitocybe phyllophila sin. Clitocybe cerussata (letal, miros ceva rășinos la maturitate, niciodată de migdale amare), Clitocybe sinopica (comestibil), Clitocybe squamulosa (comestibil), Clitopilus prunulus (comestibil), Lepista flaccida sin. Clitocybe flaccida (comestibil), Lepista gilva (comestibil, mai mare, cu pete apoase pe pălărie). sau Pseudoclitocybe cyathiformis (comestibilă).

## Specii asemănătoare în imagini

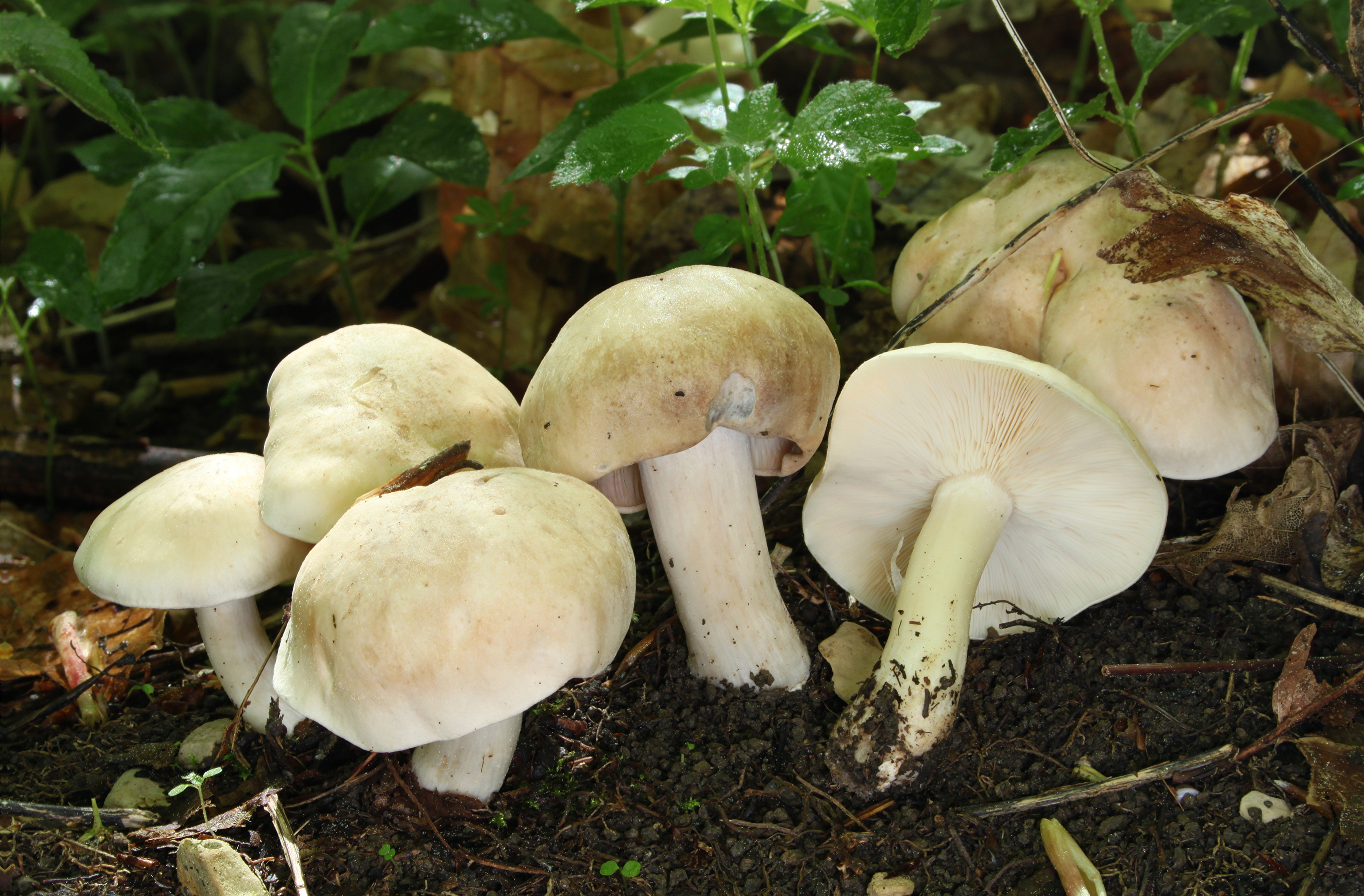
Calocybe gambosa
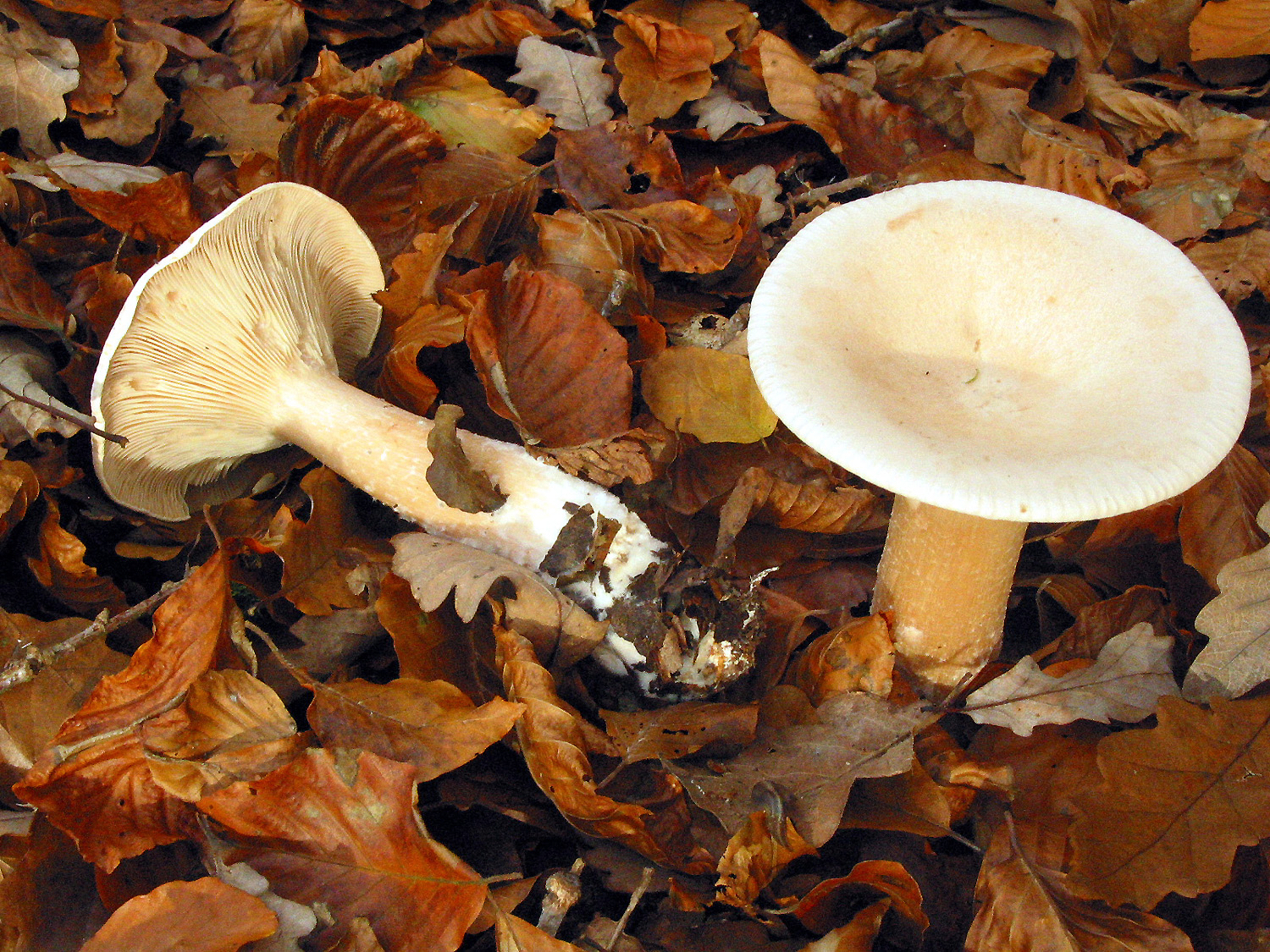
Clitocybe geotropa
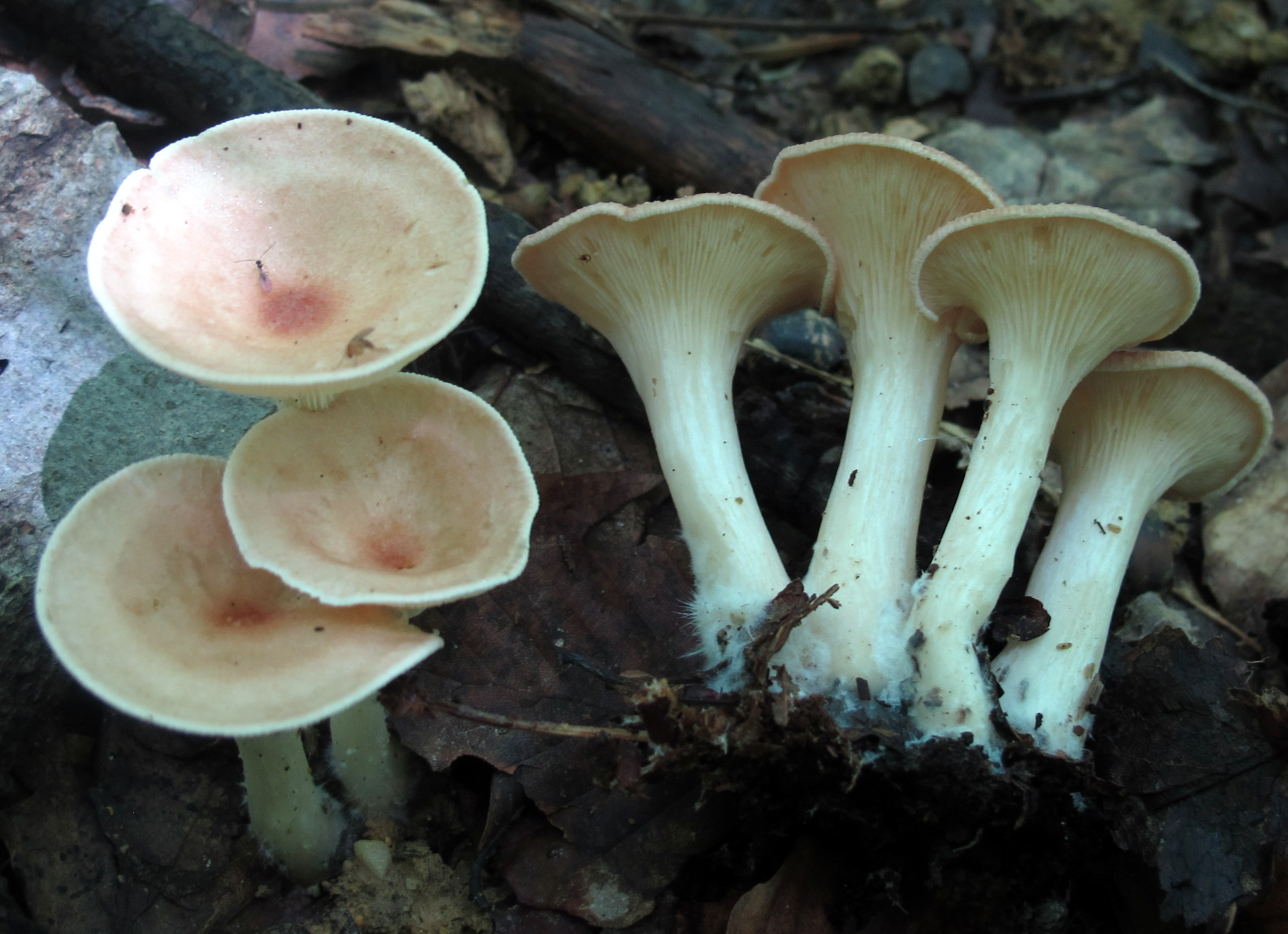
Clitocybe gibba
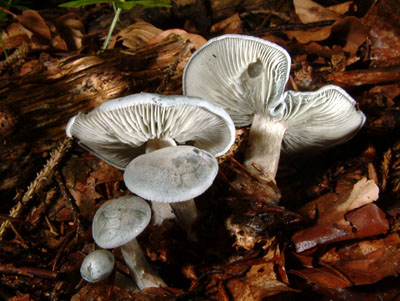
Clitocybe odora
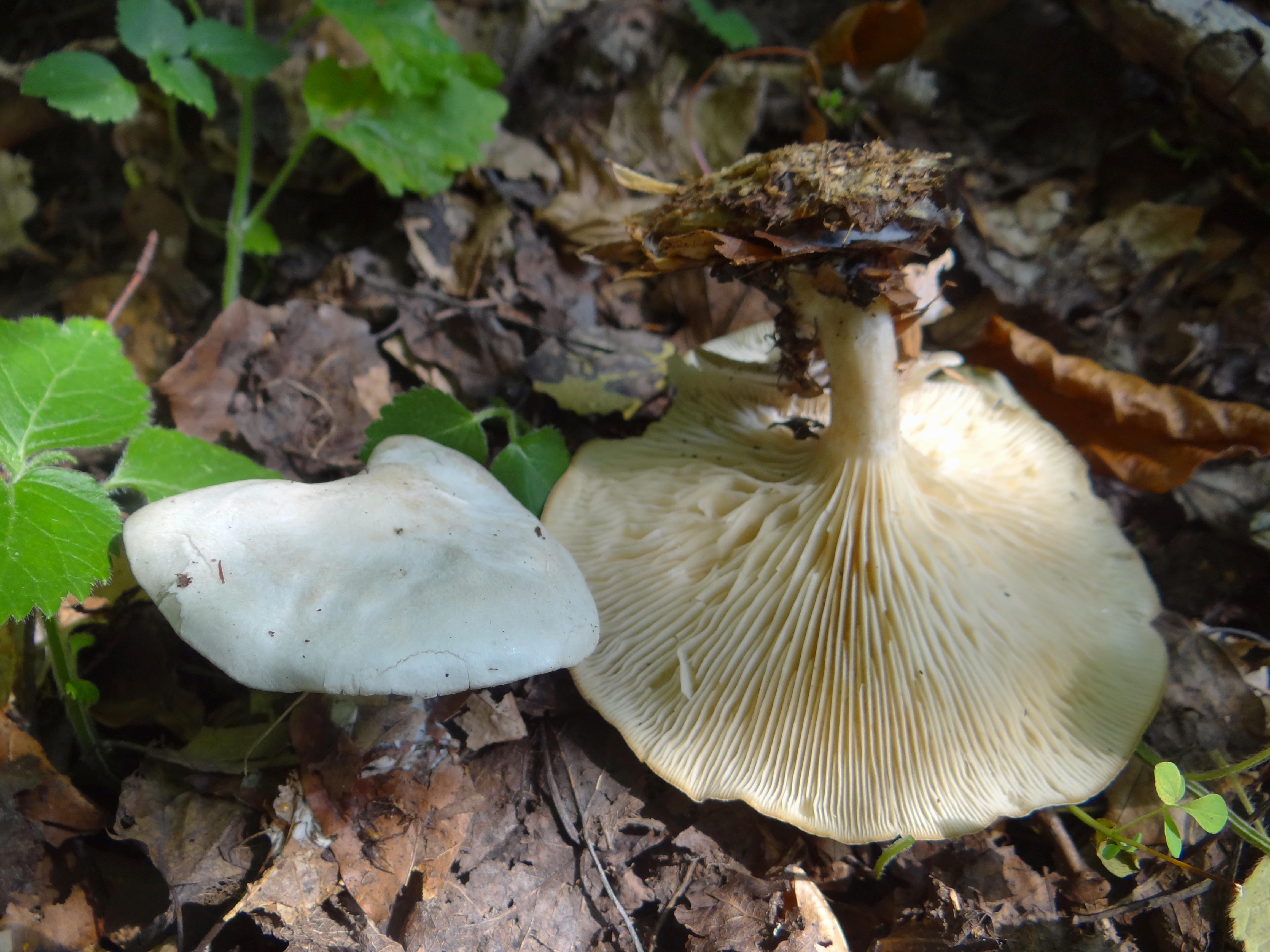
!!!Clitocybe phyllophilla sin. cerussata!!!
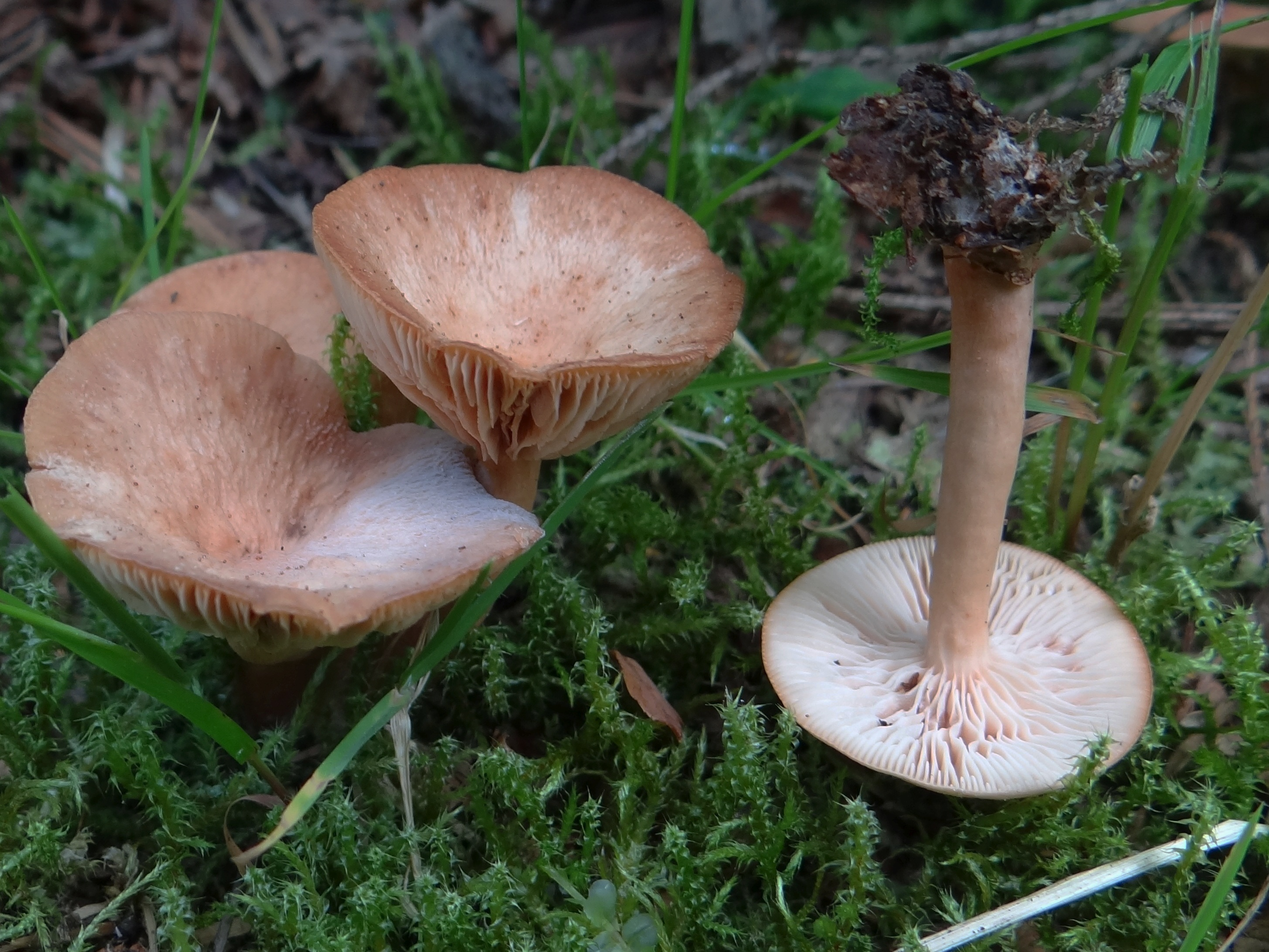
Clitocybe sinopica
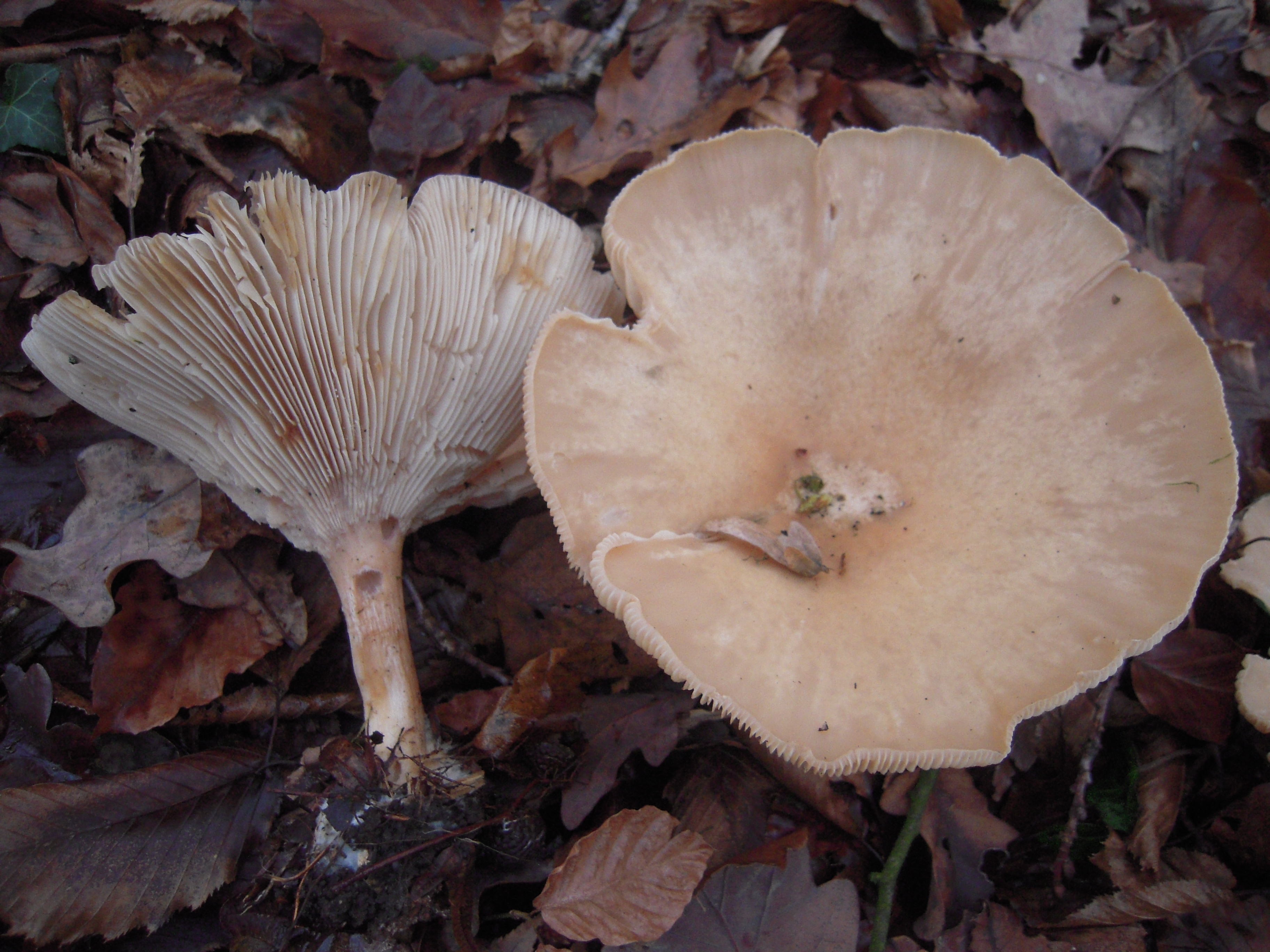
Clitocybe maxima

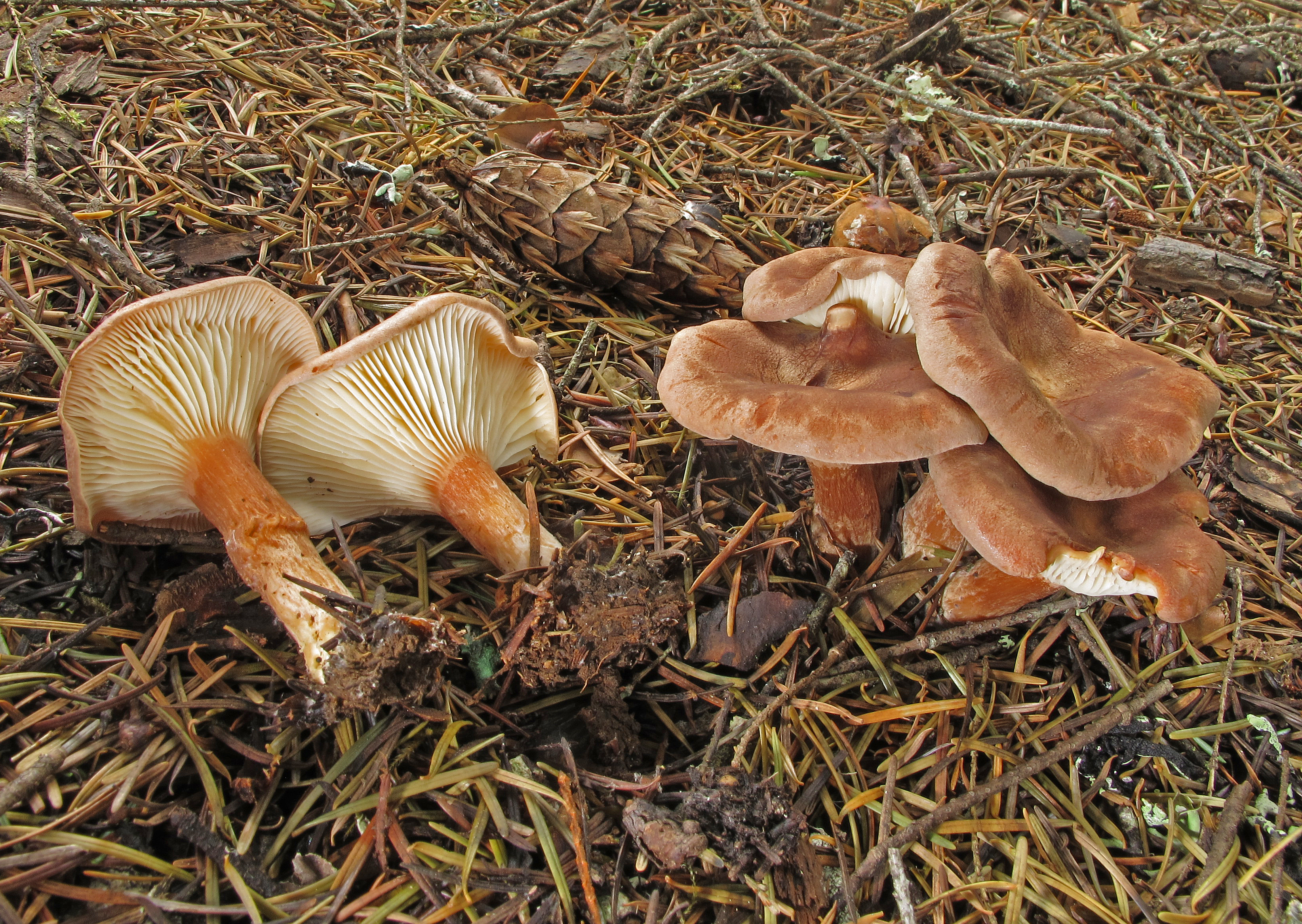
Clitocybe squamulosa
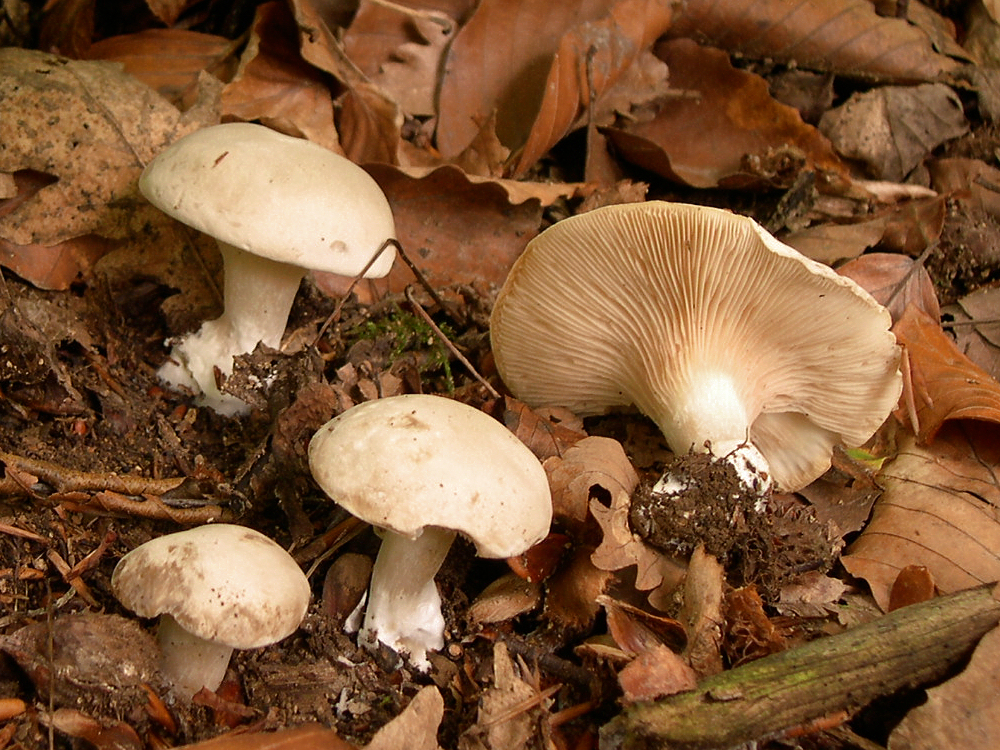
Clitopilus prunulus
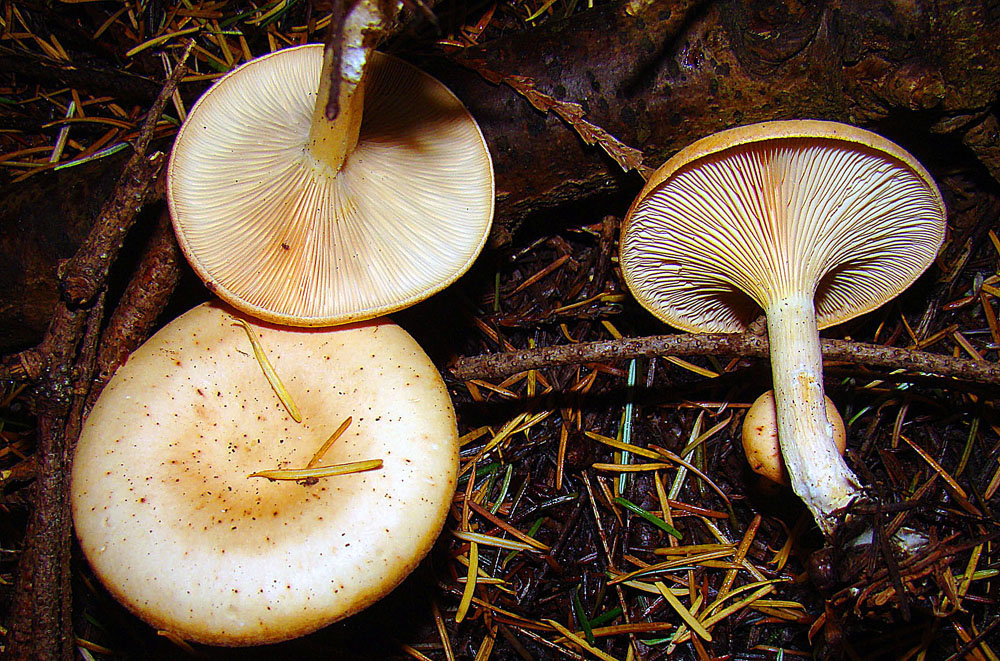
Lepista sin. Clitocybe flaccida
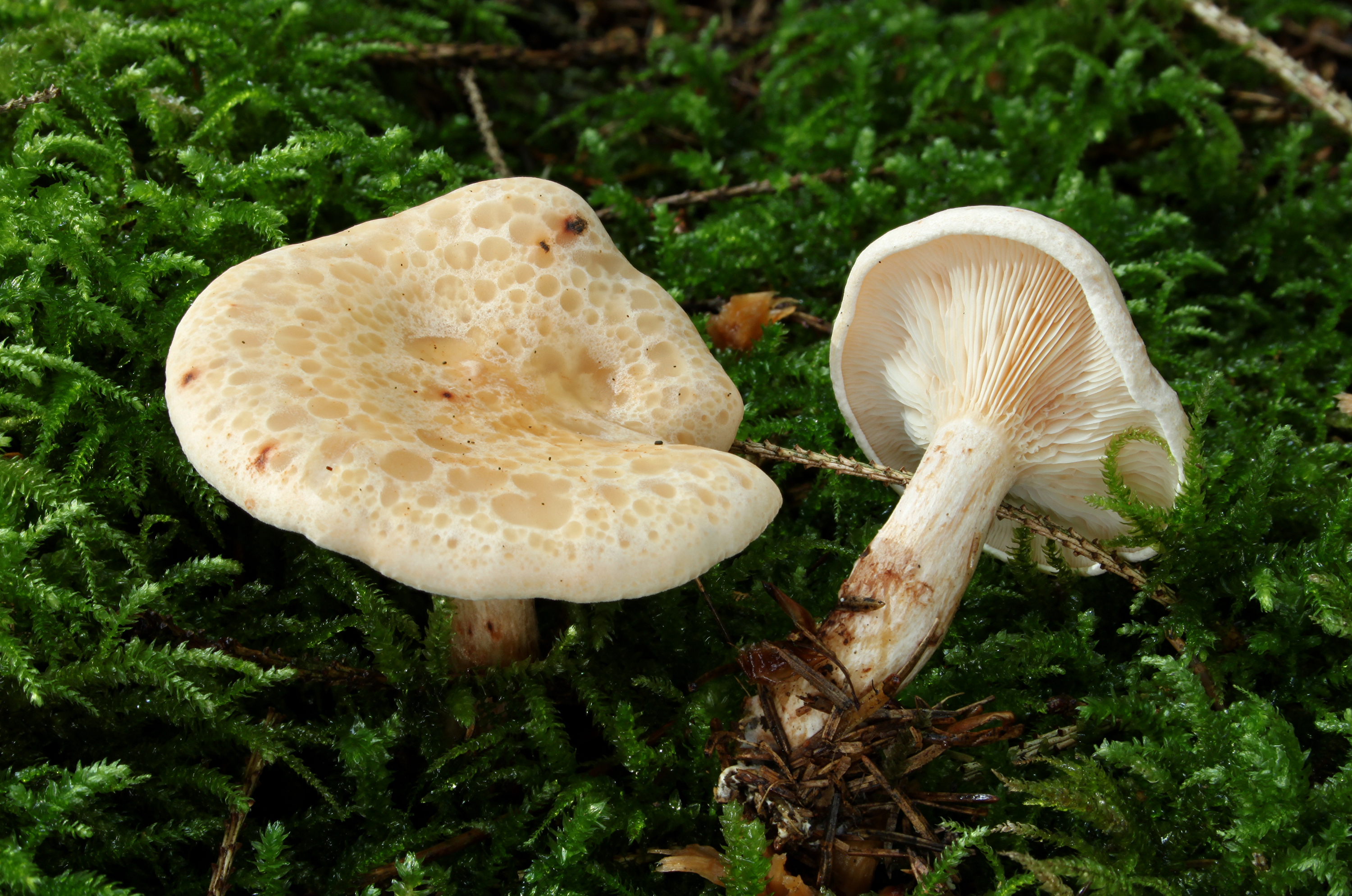
Lepista gilva
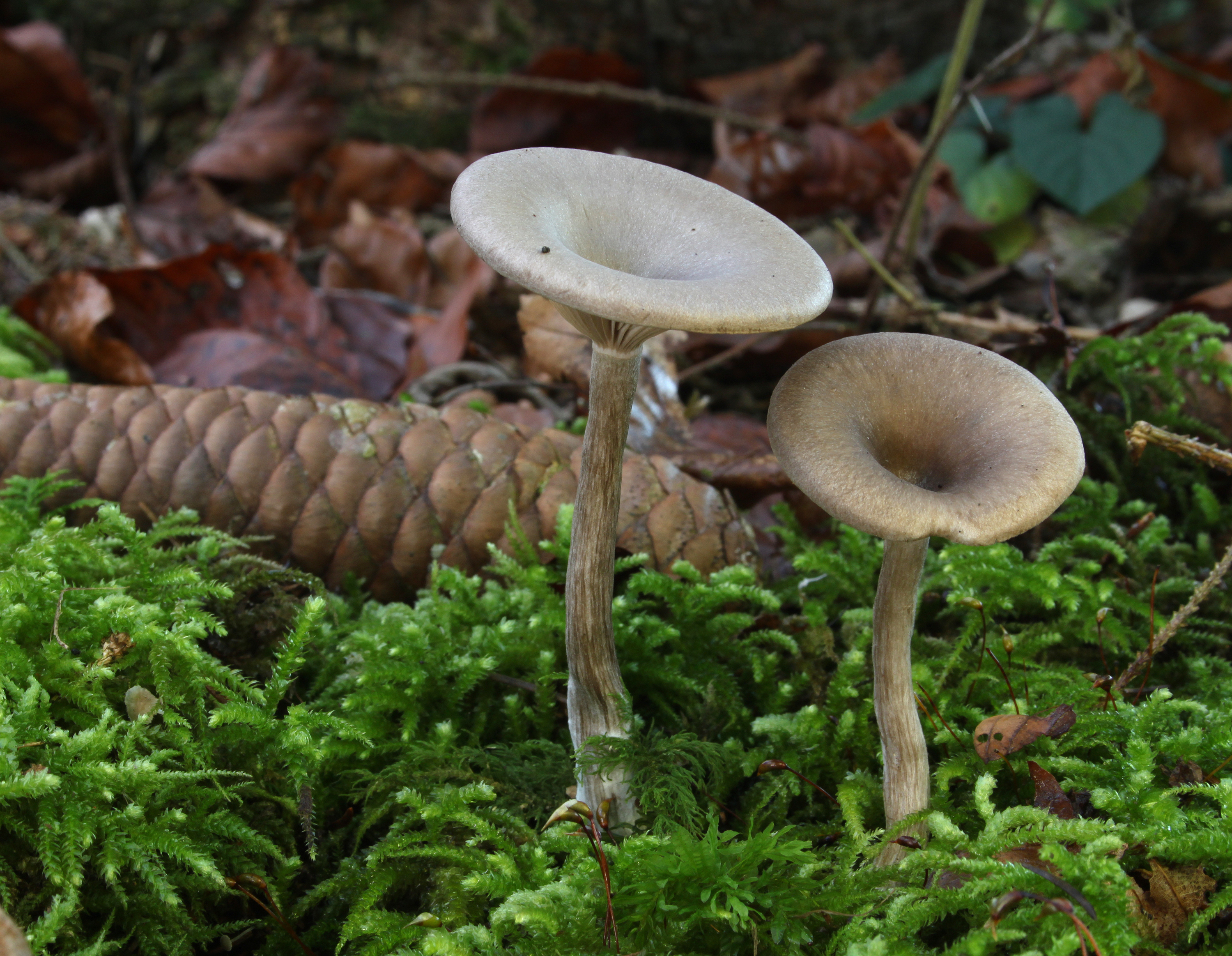
Pseudoclitocybe cyathiformis

## Valorificare
Pironul zânelor se consumă cel mai bine proaspăt, la fel ca Calocybe gambosa. Astfel elpoate fi preparat ca ciulama de ciuperci cu smântâna sau într-o salată cu cașcaval și iaurt, mai departe ca sos la un fileu de pește (de exemplu cod), într-un gratinat cu roșii, ceapă și brânză, într-un sos cu carne tocată și usturoi la macaroane sau ca partea unui pateu de ciuperci.
Toxicitatea posibilă a acestei ciuperci a fost dovedită de micologul japonez Hirokazu Kawagishi împreună cu colaboratorii săi în 2002, anume că inhibă (inhibă) enzima acetaldehidă dehidrogenează (ALDH) (au izolat cinci derivați de acizi grași, incluzând trei compuși noi). Această enzimă acționează după consumul de alcool în timpul metabolizării etanolului în acid acetic. Dacă este blocat, acetaldehida se acumulează și provoacă așa-numitul sindrom coprinian cu simptomele trecătoare de hipertensiune intracraniană, senzație de căldură, vasodilatație, puls scăzut, respirație greoaie, grețuri, transpirație și vărsături.
Dați vă rog seama, că această ciupercă prezintă de asemenea aceste efecte, dacă băuturi alcoolice în doze mai mari sunt consumate 1-2 zile înainte și după ingerare. De acea nu oferiți acest soi oaspeților.